# メディアミックスα
メディアミックスα（メディアミックスアルファ）は、2016年10月3日から2023年3月31日まで、フジテレビにて月曜日から金曜日の14:45 - 15:45に放送された再放送枠である。

## 概要
フジテレビでは2015年春から15:50 - 19:00に『みんなのニュース』を放送していたが、2016年秋改編によって放送時間が16:50 - 19:00に短縮されることとなった。
その空いてしまった時間（15:50 - 16:50）の後継番組として過去に放送された連続ドラマやバラエティ番組の再放送、フジテレビの他メディアと連動をする『メディアミックスα』が新設された。
名作ドラマの再放送をはじめ、地上波、BS、CS、インターネット配信の4つのメディアと連動した新たなコンテンツを配信する。
当枠で報道特別番組を放送しない時（通常時）は、2020年10月から番組冒頭で榎並大二郎（フジテレビアナウンサー）が当日の『Live  News イット!』の内容を紹介している。
また、番組連動データ放送もあって、データ放送画面内に表示される「キーワードスクラッチ」が少しずつ削られて、現れたキーワードをメモして豪華商品、もしくはたまる!コイン（外れた方全員に10コインプレゼント）に応募できる。さらに、データ放送画面内に表示される「FOD」アイコンを選択すると、当枠で放送されているドラマやそのクールに放送しているドラマにちなんだFODのドラマが紹介される。
基本的には関東ローカルの番組枠ではあるが、報道特別番組やスポーツ中継放送時には臨時ネット局がある場合もある。
なお、新型コロナウイルス感染拡大の影響で2020年3月9日から同年4月1日までは『Live News it!』を25分前拡大（関東ローカルとして）したため、25分縮小して15:50 - 16:25枠となったが、同年4月2日より元の枠に戻った。だが、その後新型コロナウイルスの感染拡大がさらに深刻化し（一回目の）緊急事態宣言が発出されるなどしたことから、同月20日から『 - it!』が再び前拡大し、15:50 - 19:00での放送となったため、当番組は一時中断した。その後、6月12日に『　- it!』の前拡大措置が終了し、同月15日から通常枠に戻ったため当番組も再開された。
2020年9月28日からは、フジテレビの平日午後帯の大改編に伴い、当番組は従来より65分繰り上がり14:45 - 15:45の枠での放送となった。
2023年4月3日からはフジテレビの平日午後帯の大改編に伴い同年3月31日に当番組は終了し、その後番組として14時台・15時台に『+ストリーム!』として2時間の再放送枠を開始。これにより『チャンネルα』以来続いていた、23年間の歴史に幕を閉じる。

## 放送作品

### ドラマ

#### 再放送
2016年
- ガリレオ（第1シリーズ）（10月3日 - 10月7日、10月11日 - 10月14日、10月17日）
- BOSS（第2シリーズ）（10月18日 - 10月21日、10月25日 - 10月28日、10月31日 - 11月2日）
- カインとアベル（追っかけ再放送、10月24日・11月21日）
- 昼顔〜平日午後3時の恋人たち〜（11月4日、11月7日 - 11月8日、11月10日 - 11月11日、11月14日 - 11月18日、11月22日）
- HERO（第2シリーズ）（11月23日 - 11月25日、11月28日 - 12月2日、12月5日 - 12月9日）[10]
- 僕と彼女と彼女の生きる道（関西テレビ制作。12月12日 - 12月15日、12月19日 - 12月22日、12月26日 - 12月28日）[10][11]

2017年
- 信長協奏曲（1月5日、1月6日、1月9日 - 1月13日、 1月16日）[12]
- 銭の戦争（関西テレビ制作。1月17日 - 1月20日、1月23日 - 1月27日、1月30日 - 2月1日）
- 大奥（菅野美穂・池脇千鶴・浅野ゆう子主演版）（2月2日 - 2月3日、2月6日 - 2月10日、2月13日 - 2月16日）
- 救命病棟24時（第3シリーズ）（2月17日、2月20日 - 2月24日、2月27日 - 3月3日）
- 救命病棟24時（第4シリーズ）（3月6日 - 3月10日、3月13日 - 3月15日）
- 救命病棟24時（第5シリーズ）（3月16日 - 3月17日、3月20日 - 3月22日、3月24日、3月27日 - 3月30日）[13]
- 最高の離婚（3月31日、4月3日 - 4月7日、4月10日 - 4月14日）
- ようこそ、わが家へ（4月17日 - 4月21日、4月24日 - 4月28日）
- コード・ブルー -ドクターヘリ緊急救命- THE FIRST SEASON（5月1日 - 5月5日、5月8日 - 5月12日、5月15日）
- 昼顔～平日午後3時の恋人たち～（5月16日 - 5月19日、5月23日 - 5月26日、5月29日 - 5月31日[14]）
- 貴族探偵（追っかけ再放送、5月22日）
- チーム・バチスタ2 ジェネラル・ルージュの凱旋（関西テレビ制作。6月1日 - 6月2日、6月5日 - 6月9日、6月12日 - 6月16日）
- チーム・バチスタ4 螺鈿迷宮（関西テレビ制作。6月19日 - 6月23日、6月26日 - 6月30日、7月3日）
- コード・ブルー -ドクターヘリ緊急救命- THE SECOND SEASON（7月4日 - 7月7日、7月10日 - 7月14日、7月17日 - 7月18日[15]）[16]
- 大奥・第一章（松下由樹主演版）（7月19日 - 7月21日、7月24日 - 7月28日、7月31日 - 8月3日）
- コード・ブルー -ドクターヘリ緊急救命- THE FIRST SEASON（8月4日、8月7日 - 8月11日、8月14日 - 8月18日）
- ガリレオ（第1シリーズ）（8月21日 - 8月22日、8月25日 - 9月1日）
- コード・ブルー -ドクターヘリ緊急救命- THE THIRD SEASON（追っかけ再放送。9月4日 - 9月8日、9月11日 - 9月15日）
- マルモのおきて（9月19日 - 9月22日、9月25日 - 9月29日、10月2日 - 10月4日）
- ラスト♡シンデレラ（10月5日 - 10月6日、10月10日 - 10月13日、10月16日 - 10月20日）
- デート〜恋とはどんなものかしら〜（10月23日 - 10月27日、10月30日 - 11月2日、11月6日）
- 絶対零度〜未解決事件特命調査〜（11月7日 - 11月10日、11月13日 - 11月17日、11月20日 - 11月21日）
- BOSS（第1シリーズ）（11月22日、11月24日、11月27日 - 12月1日、12月4日 - 12月7日）
- 医龍-Team Medical Dragon2-（12月8日、12月11日 - 12月15日、12月18日 - 12月20日、12月26日 - 12月28日）[17]

2018年
- 救命病棟24時（第2シリーズ）（1月5日、1月9日 - 1月12日、1月15日 - 1月19日、1月23日 - 1月24日、1月29日）[18]
- 救命病棟24時（第3シリーズ）（1月30日 - 2月2日、2月5日 - 2月9日、2月12日 - 2月13日）
- 古畑任三郎（第3シーズン傑作選[19]）（2月14日・2月16日）
- 名前をなくした女神（2月19日 - 2月23日、2月26日 - 3月2日、3月5日）
- 離婚弁護士（3月6日 - 3月9日、3月12日 - 3月16日、3月19日 - 3月20日）
- プロポーズ大作戦（4月3日 - 4月6日、4月9日 - 4月13日、4月17日 - 4月18日）
- コンフィデンスマンJP（追っかけ再放送、4月16日）
- モンテクリスト伯 -華麗なる復讐-（追っかけ再放送、4月26日）
- 世にも奇妙な物語春の傑作選[20]（5月7日 - 5月11日）
- コード・ブルー -ドクターヘリ緊急救命- THE FIRST SEASON（5月14日 - 5月18日、5月21日 - 5月25日、5月28日[21]）
- コード・ブルー -ドクターヘリ緊急救命- THE SECOND SEASON（5月29日 - 6月1日、6月4日 - 6月8日、6月11日、6月13日 - 6月14日[21]）[22]
- コード・ブルー -ドクターヘリ緊急救命- THE THIRD SEASON（6月15日、6月18日 - 6月22日、6月25日 - 6月29日、7月2日[21]）
- 絶対零度〜未解決事件特命調査〜（7月3日 - 7月6日、7月9日 - 7月13日、7月16日[23]）[24]
- 絶対零度〜特殊犯罪潜入調査〜（7月17日 - 7月18日、7月20日、7月23日 - 7月27日、7月30日 - 8月1日）
- グッド・ドクター（追っかけ再放送、7月19日）
- フリーター、家を買う。（8月2日 - 8月3日、8月6日 - 8月7日、8月9日 - 8月10日、8月13日 - 8月16日）[25]
- 謎解きはディナーのあとで（8月17日、8月20日 - 8月24日、8月27日 - 8月31日）
- グッド・ドクター（追っかけ再放送、9月3日、9月5日、9月7日、9月10日 - 9月13日）[26][27]
- 東京ラブストーリー（9月14日、9月17日 - 9月21日、9月24日 - 9月28日）[28][29]
- 僕のヤバイ妻（関西テレビ制作。10月1日 - 10月5日、10月9日 - 10月12日、10月15日）
- CRISIS 公安機動捜査隊特捜班（関西テレビ制作。10月16日 - 10月19日、10月22日 - 10月26日、10月29日）
- ガリレオ（第1シリーズ）（10月30日 - 11月2日、11月6日 - 11月9日、11月12日）[30]
- SUITS/スーツ(Season1)（追っかけ再放送、11月5日）
- ラスト・フレンズ（11月29日 - 11月30日、12月3日 - 12月7日、12月10日 - 12月13日）
- HERO（第1シリーズ）（12月14日、12月17日 - 12月21日、12月25日 - 12月28日[31]）[32][33]

2019年
- HERO（第2シリーズ）（1月7日 - 1月11日、1月14日 - 1月18日[31]）[34]
- プライド（1月21日 - 1月25日、1月29日 - 2月2日、2月4日 - 2月6日[31]）
- トレース～科捜研の男～（追っかけ再放送、1月28日・2月25日・3月18日）
- 大奥（菅野美穂・池脇千鶴・浅野ゆう子主演版傑作選[35]）（3月12日 - 3月15日）
- コンフィデンスマンJP（4月9日 - 4月10日、4月12日、4月15日 - 4月19日、4月22日 - 4月24日[36]）
- ストロベリーナイト・サーガ（追っかけ再放送、4月25日）
- ラジエーションハウス～放射線科の診断レポート～（追っかけ再放送、4月26日・5月6日）
- 絶対零度〜未然犯罪潜入調査〜（5月7日 - 5月10日、5月13日 - 5月17日、5月20日 - 5月21日）
- Dr.コトー診療所（5月22日 - 5月24日、5月27日、5月29日 - 5月31日、6月3日 - 6月7日）[37]
- Dr.コトー診療所2006（6月10日 - 6月14日、6月17日 - 6月21日、6月24日 - 6月26日）
- グッド・ドクター（6月27日 - 6月28日、7月1日 - 7月5日、7月8日 - 7月10日）
- ラジエーションハウス～放射線科の診断レポート～（7月11日 - 7月12日、7月16日 - 7月17日、7月19日、7月23日、7月25日 - 7月26日、7月29日 - 8月1日）[38]
- 監察医 朝顔（追っかけ再放送、7月15日・9月2日・9月23日）
- BOSS（第1シリーズ）（8月2日、8月5日、8月7日 - 8月9日、8月12日 - 8月16日、8月19日）[39]
- BOSS（第2シリーズ）（8月20日 - 8月23日、8月26日 - 8月30日、9月3日 - 9月4日）
- 古畑任三郎（傑作選[40]）（9月5日 - 9月6日、9月9日 - 9月11日、9月13日）
- ルパンの娘（追っかけ再放送、9月12日・9月26日）
- 結婚できない男（関西テレビ制作。9月17日 - 9月20日、9月24日 - 9月25日、9月27日、10月2日 - 10月4日、10月7日 - 10月8日[41]）
- コード・ブルー -ドクターヘリ緊急救命- THE FIRST SEASON（10月9日 - 10月11日、10月16日 - 10月18日、10月23日、10月30日 - 11月1日、11月4日）[42]
- まだ結婚できない男（関西テレビ制作。追っかけ再放送、10月15日、10月29日）
- シャーロック（追っかけ再放送、10月21日・10月28日・11月18日・12月16日）
- モトカレマニア（追っかけ再放送、10月24日）
- コード・ブルー -ドクターヘリ緊急救命- THE SECOND SEASON（11月5日 - 11月8日、11月11日 - 11月15日、11月19日 - 11月20日）
- コード・ブルー -ドクターヘリ緊急救命- THE THIRD SEASON（11月21日 - 11月22日、11月25日 - 11月29日、12月2日 - 12月6日）
- 空から降る一億の星（12月9日 - 12月10日、12月12日 - 12月13日、12月17日 - 12月18日、12月20日、12月23日 - 12月27日）[43][44]

2020年
- 絶対零度〜未然犯罪潜入調査〜（1月6日 - 1月7日、1月9日 - 1月10日、1月13日 - 1月15日、1月17日、1月20日、1月22日、1月24日[45]）
- アライブ がん専門医のカルテ（追っかけ再放送、1月16日・1月23日）
- 10の秘密（関西テレビ制作。追っかけ再放送、1月21日・1月28日）
- 絶対零度〜未然犯罪潜入調査〜（2020年版）（追っかけ再放送、1月27日、1月29日 - 1月31日、2月3日・3月2日・3月6日[46]）
- 白い巨塔（唐沢寿明主演版）（2月4日 - 2月7日、2月10日 - 2月14日、2月17日 - 2月21日、2月24日 - 2月28日、3月3日 - 3月5日）[47]
- Ns'あおい（4月2日 - 4月3日、4月6日 - 4月10日、4月14日 - 4月17日）
- 失恋ショコラティエ（6月15日 - 6月19日、6月22日、6月24日 - 6月26日、6月29日、7月1日）[48]
- 探偵・由利麟太郎（関西テレビ制作。追っかけ再放送、6月23日・6月30日）
- SUITS/スーツ（Season1）（7月2日 - 7月3日、7月6日 - 7月10日、7月13日 - 7月17日[49]）
- コンフィデンスマンJP（7月20日 - 7月24日、7月27日 - 7月29日、7月31日[50][51]）
- アンサング・シンデレラ 病院薬剤師の処方箋（追っかけ再放送、7月30日・8月6日）
- SUITS/スーツ（Season2）（追っかけ再放送、8月3日・9月7日・9月28日・10月12日）
- 家族ゲーム（櫻井翔主演版）（8月4日 - 8月5日、8月7日、8月10日 - 8月14日、8月17日、8月19日 - 8月20日）
- 竜の道 二つの顔の復讐者（関西テレビ制作。追っかけ再放送、8月18日）
- ラストホープ（8月21日、8月24日 - 8月27日、8月31日 - 9月4日、9月8日）
- のだめカンタービレ (9月9日 - 9月11日、9月14日 - 9月15日、9月17日 - 9月18日、9月22日 - 9月25日)[52]
- DIVER-特殊潜入班-（関西テレビ制作。追っかけ再放送、9月29日）
- ルパンの娘（9月30日 - 10月2日、10月5日 - 10月9日、10月13日 - 10月15日[53]）
- 監察医 朝顔（10月19日 - 10月21日、10月23日、10月26日 - 10月30日[54][55][56]）
- ルパンの娘（2020年版）（追っかけ再放送、10月22日、12月10日）
- 姉ちゃんの恋人（関西テレビ制作。追っかけ再放送、11月3日）
- フリーター、家を買う。（11月4日 - 11月6日、11月10日 - 11月13日、11月17日 - 11月20日）
- 監察医 朝顔（Season2）（追っかけ再放送、11月9日・11月16日・12月21日）
- 謎解きはディナーのあとで（11月23日 - 11月27日、11月30日 - 12月4日、12月7日）
- ラッキーセブン（12月8日 - 12月9日、12月11日、12月14日 - 12月18日、12月22日 - 12月24日）

2021年
- 知ってるワイフ（追っかけ再放送、1月14日）
- 高校入試 特別編集版（1月15日、1月18日、1月20日 - 1月22日、1月25日、1月27日 - 1月29日、2月1日 - 2月2日）
- 青のSP-学校内警察・嶋田隆平-（関西テレビ制作。追っかけ再放送、1月19日・1月26日）
- BOSS（第1シリーズ）（2月3日 - 2月5日、2月8日 - 2月10日、2月15日 - 2月18日、2月22日[57]）
- その女、ジルバ（東海テレビ制作。追っかけ再放送、2月19日）
- BOSS（第2シリーズ）（2月24日 - 2月26日、3月1日 - 3月5日、3月9日 - 3月10日、3月12日）
- 監察医 朝顔（Season2）（追っかけ再放送、3月8日）
- シグナル 長期未解決事件捜査班（関西テレビ制作。3月15日 - 3月18日、3月23日 - 3月26日、3月29日 - 3月30日[58]）
- できちゃった結婚（3月31日 - 4月2日、4月5日 - 4月9日、4月12日 - 4月14日）
- お見合い結婚（4月15日 - 4月16日、4月19日 - 4月20日、4月22日 - 4月23日、4月26日 - 4月30日）
- 最高の離婚（5月12日、5月14日、5月18日 - 5月19日、5月24日 - 5月25日、5月27日 - 5月28日、5月31日 - 6月2日）
- イチケイのカラス（追っかけ再放送、5月17日）
- 古畑任三郎ファイナル～フェアな殺人者～（5月20日 - 5月21日[59]）
- 古畑任三郎（傑作選[60]）（6月3日 - 6月4日、6月7日 - 6月9日、7月5日 - 7月9日、7月16日、7月19日、7月21日、7月23日、7月27日 - 7月30日、8月4日 - 8月5日）
- 信長協奏曲（6月11日、6月14日、6月16日 - 6月18日、6月21日 - 6月22日、6月28日 - 7月2日）
- 世にも奇妙な物語 傑作選[61]（6月23日 - 6月25日）
- ナイト・ドクター（追っかけ再放送、7月12日、8月9日、9月13日）
- マルモのおきてスペシャル2014（7月13日 - 7月14日）
- 彼女はキレイだった（関西テレビ制作。追っかけ再放送、7月20日）
- 推しの王子様（追っかけ再放送、7月22日、8月26日）
- HERO（第1シリーズ）（8月10日 - 8月13日、8月16日 - 8月20日、8月23日 - 8月25日[62]）
- HERO（第2シリーズ）（8月27日、8月30日 - 9月2日、9月6日 - 9月10日、9月14日 - 9月16日[62]）
- ラジエーションハウス〜放射線科の診断レポート〜(9月17日、9月20日 - 9月24日、9月27日 - 9月28日、9月30日 - 10月1日、10月5日 - 10月6日[63][64])
- ルパンの娘（2020年版）（10月7日 - 10月8日、10月11日 - 10月15日、10月18日 - 10月19日）[65]
- 美女か野獣（10月20日 - 10月22日、10月26日 - 10月28日、11月1日 - 11月5日）
- アバランチ（関西テレビ制作。追っかけ再放送、10月25日)
- ディア・シスター（11月8日 - 11月12日、11月15日 - 11月19日）
- ラジエーションハウスII〜放射線科の診断レポート〜（追っかけ再放送、11月22日、12月13日)
- 絶対零度〜未然犯罪潜入調査〜（2020年版）（11月23日 - 11月26日、11月29日 - 12月3日、12月6日 - 12月8日）
- イチケイのカラス（12月9日 - 12月10日、12月14日 - 12月17日、12月20日 - 12月24日、12月27日 - 12月28日）

2022年
- コンフィデンスマンJP（1月5日 - 1月7日、1月10日 - 1月14日、1月17日 - 1月19日[66]）
- ゴシップ#彼女が知りたい本当の〇〇（追っかけ再放送、1月20日）
- ドクターホワイト（関西テレビ制作。追っかけ再放送、1月21日、3月21日）
- ミステリと言う勿れ（追っかけ再放送、1月24日）
- 恋仲（1月25日 - 1月28日、1月31日 - 2月4日）
- 東京DOGS（2月7日 - 2月11日、2月14日、2月16日 - 2月18日、2月21日 - 2月22日）
- ビター・ブラッド〜最悪で最強の親子刑事〜（2月24日 - 2月25日、2月28日 - 3月4日、3月7日 - 3月10日）
- 私が恋愛できない理由（3月14日 - 3月18日、3月22日 - 3月24日、3月28日 - 3月30日）
- ラジエーションハウス〜放射線科の診断レポート〜(3月31日 - 4月1日、4月4日 - 4月8日、4月11日 - 4月15日[67]）
- 元彼の遺言状(追っかけ再放送、4月18日、5月30日、6月6日、6月20日）
- ラジエーションハウスII〜放射線科の診断レポート〜（4月19日 - 4月22日、4月26日 - 4月29日、5月2日 - 5月6日[67])
- 恋なんて、本気でやってどうするの?（関西テレビ制作。追っかけ再放送、4月25日）
- 最後から二番目の恋（5月9日 - 5月13日、5月16日 - 5月20日、5月23日）
- 続・最後から二番目の恋（5月24日 - 5月27日、5月31日 - 6月3日、6月7日 - 6月9日）
- シャーロック（6月10日、6月13日 - 6月17日、6月21日 - 6月24日、6月27日 - 7月1日[68]）
- デート〜恋とはどんなものかしら〜（7月4日 - 7月7日、7月11日、7月13日 - 7月15日、7月19日 - 7月20日[69][70]）
- 競争の番人（追っかけ再放送、7月18日）
- 純愛ディソナンス (追っかけ再放送、7月21日)
- 名前をなくした女神 (7月22日、7月26日 - 7月29日、8月1日 - 8月5日、8月8日)
- 魔法のリノベ（関西テレビ制作。追っかけ再放送、7月25日)
- ナイト・ドクター（8月9日 - 8月12日、8月15日 - 8月19日、8月22日 - 8月24日）
- ガリレオ（第1シリーズ）（8月25日 - 8月26日、8月29日 - 9月2日、9月5日 - 9月6日[71][72]）
- ガリレオ（第2シリーズ）（9月7日 - 9月9日、9月12日 - 9月16日、9月19日 - 9月23日[71]）
- ラスト♡シンデレラ（9月28日 - 9月30日、10月4日 - 10月7日、10月11日 - 10月14日）
- PICU 小児集中治療室（追っかけ再放送、10月17日、12月5日）
- オトナ女子（10月18日 - 10月21日、10月24日 - 10月28日、10月31日）
- メイちゃんの執事（11月1日 - 11月4日、11月7日 - 11月11日、11月14日）
- Dr.コトー診療所（11月15日 - 11月18日、11月21日 - 11月25日、11月28日、11月30日 - 12月1日[73]）
- silent（追っかけ再放送、11月29日）
- Dr.コトー診療所2004（12月2日、12月6日 - 12月8日[73]）
- Dr.コトー診療所2006（12月12日 - 12月16日、12月19日 - 12月23日、12月26日 - 12月27日[73][74]）

2023年
- イチケイのカラス（1月6日、1月9日 - 1月13日、1月17日 - 1月20日、1月24日 - 1月26日[75]）
- 女神の教室〜リーガル青春白書〜（追っかけ再放送、1月16日、2月6日）
- 罠の戦争（関西テレビ制作。追っかけ再放送、1月23日）
- 銭の戦争（関西テレビ制作。1月27日、1月30日 - 1月31日、2月2日 - 2月3日、2月7日 - 2月10日、2月13日 - 2月15日）
- スタンドUPスタート（追っかけ再放送、2月1日）
- 探偵の探偵（2月16日 - 2月17日、2月21日 - 2月24日、2月27日 - 3月3日）
- ライアーゲーム（シーズン2）（3月6日 - 3月10日、3月13日 - 3月16日）
- 空から降る一億の星（3月17日、3月20日 - 3月24日、3月27日 - 3月31日[76]）

#### 本放送
2018年
- 記憶（11月13日 - 11月16日、11月19日 - 11月23日、11月26日 - 11月28日）[77]

#### 事前番組
2017年
- コード・ブルー -ドクターヘリ緊急救命- THE THERD SEASON 最終回直前スペシャル（9月18日）
- 今からでも間に合う!民衆の敵 1・2話ダイジェスト（11月3日）
- 最終回直前!「民衆の敵」スペシャルダイジェスト（12月25日[78]）

2019年
- 今夜最終回!火9ドラマ『後妻業』クライマックス直前SP（関西テレビ制作。3月19日）

2020年
- SUITS/スーツシーズン1 スペシャルダイジェスト（4月13日）
- SUITS/スーツシーズン2 ゼロからでも分かる!スペシャルダイジェスト!（9月21日）
- 今夜9時からは「監察医 朝顔」（11月2日）

2021年
- イチケイのカラス 前半ダイジェスト（5月10日）
- 今夜9時放送!話題のドラマ「大豆田とわ子と三人の元夫」ダイジェストSP（関西テレビ制作。5月11日）
- 今夜10時!今から追いつける「レンアイ漫画家」（5月13日）
- 大豆田とわ子と三人の元夫 後半戦ダイジェスト(関西テレビ制作。6月15日)
- 推しの王子様 直前見どころSP（7月15日）

2022年
- 今夜9時は監察医朝顔SP（9月26日）
- PICU 小児集中治療室 これを見れば予習完璧スペシャル！（10月3日）

2023年
- まだ間に合う！「罠の戦争」全話ダイジェストSP（関西テレビ制作。2月20日）

### バラエティ

#### 再放送
2016年
- VS嵐（10月10日[79]・11月3日）

2017年
- 痛快TV スカッとジャパン（10月9日[79]）

2018年
- 奇跡体験!アンビリバボー（3月21日 - 3月23日）
- めちゃ×2イケてるッ! 記録より記憶に残る名作ベスト10（3月26日、3月28日 - 3月30日）[80]
- 有吉くんの正直さんぽ（4月19日・4月20日）
- タカトシ温水の路線バスで!（4月23日 - 4月25日）[81]
- ネプリーグSP～東大vs京大vs慶應!林先生も驚くインテリ頂上決戦～（10月8日[79]）

2019年
- 林修のニッポンドリル（4月3日 - 4月5日）
- ネプリーグ（4月8日）

2021年
- 突然ですが占ってもいいですか? 傑作選（1月5日）
- 全力!脱力タイムズSP（1月8日）
- VS魂 初回傑作選（1月11日 - 1月13日）
- ネプリーグ（3月22日）
- 座王 傑作選（関西テレビ制作。5月4日）
- そのネタ、ネタにしていいですか?(5月5日)
- 霜降り明星の笑野行動～笑わせあって生き残れ!!～(5月6日)

#### 本放送
2019年
- 快傑えみちゃんねる（関西テレビ制作。2月7日 - 2月8日、2月11日 - 2月15日、2月18日 - 2月22日）[82]
- やすとも・友近のキメツケ!※あくまで個人の感想です（関西テレビ制作。2月26日 - 2月27日、3月1日、3月4日 - 3月8日）

2020年
- 木梨の輪（12月31日[83]）

2021年
- ドラマツアーズ2021新春～知ってるワイフSP～（1月7日）
- ドラマツアーズ2021秋～月9&土ドラSP～（10月4日）

2022年
- ドラマツアーズ2022新春～木10&土ドラSP～（1月4日）

2023年
- ドラマツアーズ2023新春～豪華俳優陣勢ぞろい月9&木10SP～（1月5日）

#### 事前番組
2018年
- 林修のニッポンドリル 26日は明治神宮SP（12月24日[84]）

2019年
- さんまの東大方程式 京都大学と天才対決!7日日曜よる7時（4月2日）
- 明日は坂上どうぶつ王国 明日よる7時から3時間SP（4月11日）
- 今夜シンソウ坂上SP【長島一茂が語った!知られざる父との関係…亡き母との絆】（7月18日）

2020年
- 今夜9時から「うるしやま家6男6女14人大家族!初めての巣立ちSP!」（1月8日）
- 今夜放送!さんまのまんま【放送直前に過去のSP回をお届け】（関西テレビ制作。10月16日）
- 明日は、ただ今、コント中。（12月28日）
- 元日は坂上どうぶつ王国新春スペシャル（12月30日）

2021年
- 突然ですが占ってもいいですか? よる10時…木村拓哉スタジオに!（1月6日）
- 千鳥のクセがスゴいネタGP【今夜7時57分からは2時間SP!歴代GP集結】（2月11日）
- 今夜7時はナゾトレSP（2月23日）
- 今夜8時はウワサの大家族SP【フワちゃん!みやぞん!伊沢拓司×大家族】（関西テレビ制作。3月19日）
- 林修のニッポンドリル 今夜はセブンイレブン・吉野家・松屋売上げ番付SP（4月21日）
- 有吉のまさかズレてませんよね!今夜11時直前SP（5月3日）
- オリジナルラフ～困っている人に芸人がオリジナルネタ提供!今夜11時～（5月7日）
- 今夜7時から林修のニッポンドリルSP（5月26日）
- 有吉の夏休み2021直前SP（9月3日）
- 爆買い☆スター恩返し 初回3時間SP今夜7時【内田篤人&蛍原徹】（10月29日）

2022年
- ホンマでっか!?TV 今夜は恋愛ヘタすぎ女子SP（2月23日）
- 爆買い☆スター恩返し 今夜7時～3時間SP【尾上松@浅草&近藤春奈@狛江】（3月25日）
- 今夜7時・日本一のものまね王者が決定! ものまね王座決定戦（12月9日）

### アニメ

#### 再放送
いずれも15:50 - 16:25枠で放送。
2020年
- ONE PIECE エピソードオブ東の海 〜ルフィと4人の仲間の大冒険!!〜（3月9日 - 3月10日、3月12日 - 3月13日）
- ONE PIECE エピソードオブ空島（3月16日 - 3月19日）
- ONE PIECE “3D2Y” エースの死を越えて! ルフィ仲間との誓い（3月23日 - 3月26日）
- ONE PIECE エピソードオブサボ 〜3兄弟の絆 奇跡の再会と受け継がれる意志〜（3月27日、3月30日 - 4月1日）

### 報道特別番組
2016年
- アメリカ大統領選 みんなのニュースSP（11月9日）

2018年
- 文書改ざん キーマン佐川前長官を証人喚問 みんなのニュースSP（3月27日）
- プライムニュース イブニング 初回拡大SP（4月2日）
- プライムニュース イブニング GW拡大SP（4月30日 - 5月4日）

2019年
- プライムニュース イブニング 米朝首脳会談SP（2月28日）
- わ・す・れ・な・い 〜平成最後の証言〜（3月11日）
- Live News it! 初回拡大SP（4月1日）
- Live News it! GW拡大SP（4月29日 - 5月3日[86]）
- FNN報道特報 Live News 台風19号（10月14日[79][87]）

2020年
- わ・す・れ・な・い〜死者をゼロにする情報とは〜（3月11日[88]）
- Live News it! 春分の日拡大SP（3月20日）[89]
- Live News it! 拡大SP（4月20日 - 4月24日、4月27日 - 5月1日、5月4日 - 5月8日、5月11日 - 5月15日、5月18日 - 5月22日、5月25日 - 5月29日、6月1日 - 6月5日、6月8日 - 6月12日）
- FNN特報 安倍首相辞任の意向を固める。会見で何を語るか?（8月28日）
- Live News it! 緊急特報 菅内閣誕生 暮らしは?解散は?（9月16日）

2022年
- わ・す・れ・な・い 行動検証 巨大地震その時…（3月11日[88]）

### その他

#### 本放送
2016年
- 皇室スペシャル『2016 新時代』（12月23日）[90]

2018年
- 四大陸フィギュアスケート選手権2018女子ショートプログラム（1月25日）
- 四大陸フィギュアスケート選手権2018男子ショートプログラム（1月26日）

2019年
- フジテレビ開局60周年記念企画 グレイティストTVショー〜ブラウン管が生んだスターたち〜（3月25日 - 3月29日）
- 開幕まで1年!東京オリンピックのど真ん中 お台場の五輪会場全部見せますSP!（7月24日）
- EAFF E-1サッカー選手権2019・女子（日本×台湾）（12月11日）[91]
- 髙橋大輔シングル引退ドキュメント～EPILOGUE 2019～（12月19日）

2020年
- 東京大賞典2020（12月29日）[83]

2021年
- 女子サッカー国際親善試合 日本×ウクライナ（6月10日）[92]
- 東京大賞典2021（12月29日）[83]

2022年
- 東京大賞典2022（12月29日）[83]

2023年
- 世界法廷ミステリー 罪からの逃亡者（1月4日）

#### 事前番組
2017年
- 放送まであと3日!中居正広のプロ野球珍プレー好プレー大賞2017（11月23日）
- 全日本フィギュアスケート選手権2017 女子開幕直前スペシャル（12月21日）
- 中村屋5歳と3歳の初舞台!密着ドキュメント特別編（12月22日[93]）

2019年
- 世界フィギュアスケート選手権2019～今夜いよいよ開幕SP～（3月20日）
- 世界フィギュアスケート選手権2019～今夜いよいよ男子開幕SP～（3月21日）
- 3月24日夜7時はジャンクSPORTSあの人に感謝SP紀平梨花・大谷も登場（3月22日）

2020年
- 全日本フィギュアスケート選手権2020 開幕SP（12月25日）